# 핀의 유년기
「핀의 유년기」(Macgnímartha Finn 막니마르허 핀)는 아일랜드 신화의 피니언 대계에 속하는 이야기다. 제목 그대로 주인공 핀 막 쿠월의 유년기 이야기를 다룬다.

## 출전
이 이야기가 수록된 Laud 610 필사본은 1881년 독일의 쿠노 마이어가 처음 편집해서 프랑스 학술지 『켈트평론』에 1881년 발표했다. 학자들은 얼스터 대계의 주인공 쿠 훌린의 유년기와 핀 막 쿠월의 유년기 사이에 유사성이 있다고 지적하는 편이다. 예컨대 두 사람 모두 여전사를 스승으로 모시고(쿠 훌린의 스카하크, 핀 막 쿠월의 리어흐 루어크라), 강력한 무기(쿠 훌린의 게 볼그, 핀 막 쿠월의 아버지의 유품)를 얻게 된다.

## 줄거리
핀 막 쿠월의 아버지 쿠월 막 트렌모르가 골 막 모르너의 손에 죽으면서 이야기가 시작된다. 쿠월이 죽을 때 미르너는 이미 임신한 상태였고 아들을 낳아 이름을 더이니라고 한다. 아이의 안전을 염려하여 미르너는 쿠월의 누이 보그말에게 보낸다. 보그말은 여자 드루이드로, 리어흐 루어크라라는 여전사와 함께 살았다. 더이니는 두 여자에게 길러지며 여러 모험을 다니고 "핀"이라는 별명도 얻는다. 핀은 장성하면서 주변의 눈길을 한몸에 끌었는데, 보그말과 리어흐는 골의 부하들이 핀을 찾아 들이닥칠 것을 두려워하여 핀을 독립시킨다. 그 뒤 핀은 반트리의 왕을 섬긴다던가, 리어흐 루어크라(동명이인으로, 남자다)를 죽이고 생부의 유품인 무구들을 손에 넣는다던가 등의 행적을 보인다.
핀은 한동안 핀 에케스라는 시인의 밑에서 공부를 했는데, 에케스는 7년간 지혜의 연어를 낚으려고 고생을 하고 있었다. 마침내 연어를 잡은 에케스는 핀에게 요리를 해 오라고 시켰다. 핀은 요리 도중에 생선기름에 엄지손가락에 화상을 입고, 입에 엄지를 집어넣었다가 연어의 지혜를 얻게 되었다.
그 뒤 핀은 에린의 수도 타라로 갔는데, 이 때 타라는 서우인(오늘날의 할로윈) 날만 되면 알렌 막 미드그너라는 투어허 데 다난족이 나타나 입에서 불을 뿜으며 민폐를 끼친 지가 23년이었다. 알렌은 불을 지르고 다니기 전에 마술적인 선율로 사람들을 먼저 재웠기 때문에 골과 피어너는 알렌을 잡을 수 없었다. 핀은 자기 창의 독기를 들이마셔 잠을 쫓았고, 알렌을 잡아 죽였다. 그 뒤 궁정에 가 자기 정체를 밝히자 왕은 핀이 피어너의 정당한 두령임을 선언했다. 골은 승복하고 핀에게 자리를 넘겼다.

## 참고 자료
- Jones, Mary. "The Boyhood Deeds of Fionn mac Cumhaill". From maryjones.us. Retrieved February 26, 2007.
- MacKillop, James (1998). Dictionary of Celtic Mythology. Oxford. ISBN 0-19-860967-1.
- Meyer, Kuno (1881). "Macgnimartha Find." In Revue Celtique, V, pp. 195–204, 508.